# Bactrocera oleae
La mosca dell'olivo, detta anche mosca delle olive o mosca olearia (Bactrocera oleae  (Rossi, 1790)), è un insetto appartenente alla sottofamiglia dei Dacinae. È una specie carpofaga, la cui larva è una minatrice della drupa dell'olivo. È considerata l'avversità più grave a carico dell'olivo.

## Distribuzione ed importanza
Questa specie è associata alle piante del genere Olea e, in particolare, all'olivo. È presente in tutto il bacino del Mediterraneo e in Sudafrica. Dalla fine degli anni novanta è presente anche in California e, probabilmente, si è diffusa in tutto l'areale di coltivazione dell'olivo nella regione neartica. Risultano avvistamenti in Africa, Isole Canarie, Cina, California, Messico e Centro America. (Daane and Johnson 2010; Nardi et al. 2005).
È considerata l'avversità più importante a carico dell'olivo, nelle regioni in cui è presente, arrivando a condizionare sensibilmente l'entità e la qualità della produzione nella maggior parte dell'areale di coltivazione.
L'incidenza dei suoi attacchi tende ad accentuarsi nelle regioni più umide e più fresche dell'areale di coltivazione, con una notevole variabilità secondo la varietà coltivata, mentre diventa meno marcata nelle zone a estati calde e siccitose e su cultivar da olio.

## Descrizione

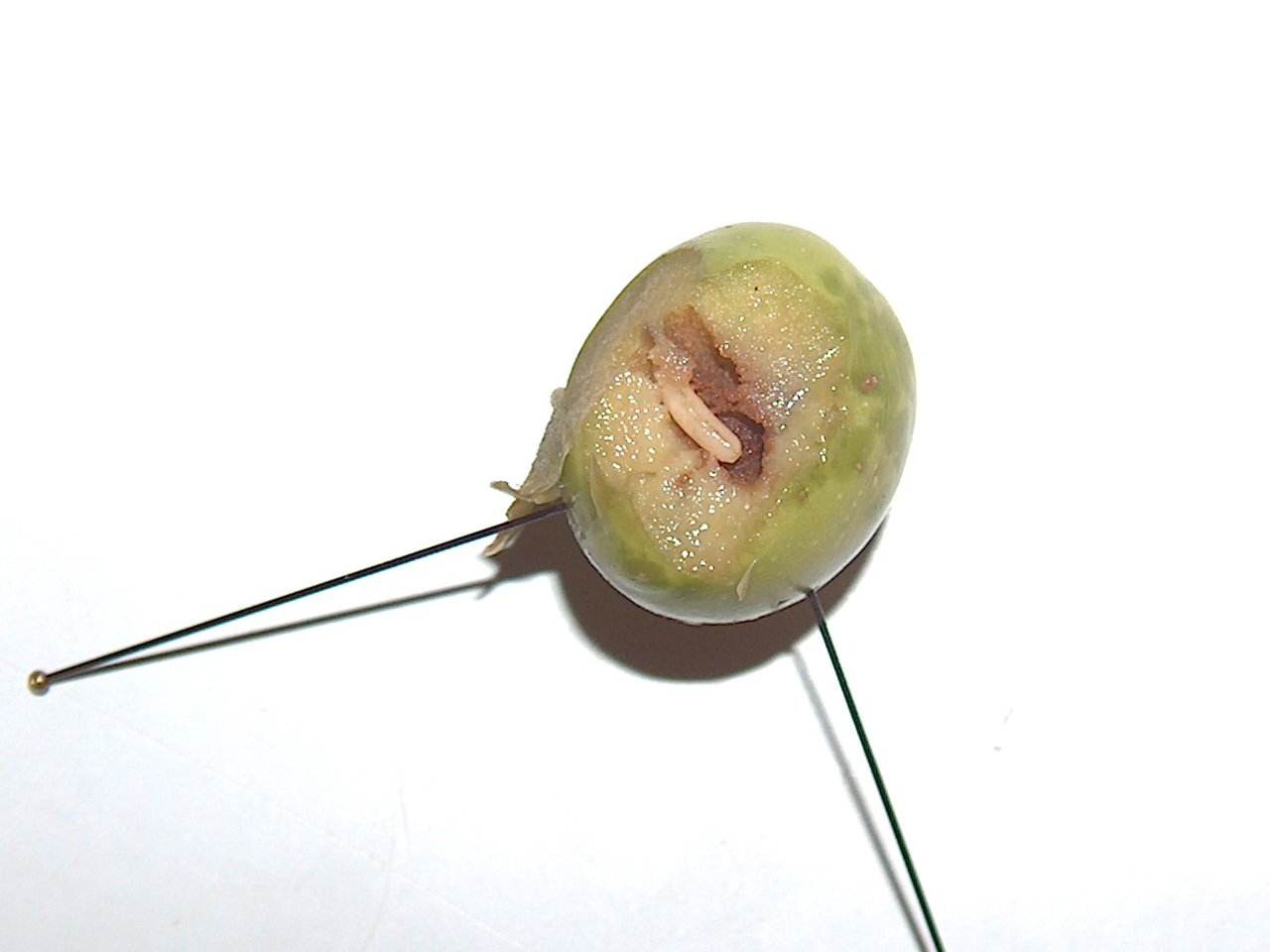
Larva di III età

L'uovo è lungo 0,7-1,2 mm circa, è allungato, leggermente appiattito al ventre, con un piccolo tubercolo micropilare biancastro,  importante per la respirazione dell'embrione.
La larva è apoda e di forma conico-cilindrica, ristretta anteriormente. Sviluppa attraverso tre stadi (larva di 1ª, 2ª e 3ª età). La larva matura è lunga 6–7 mm, di colore bianco-giallastro, allungata, subconica. I sensori anteriori sono biarticolati e con il secondo articolo conico, il sensorio posteriore ha 8 sensilli. Lo scheletro cefalo-faringeo ha apodemi dorsali e ventrali molto brevi, lo sclerite ipostomale è triangolare, manca quello subipostomale, le mandibole sono uncinate. I lobi orali sono percorsi da 10-12 solchi preceduti da ciascun lato da un sensillo placoideo simile a quello della larva di Ceratitis capitata. Gli stigmi anteriori hanno 9-10 lobi. I tre stadi larvali si possono distinguere dal diverso profilo delle strutture cefalo-faringee. La diversa conformazione degli stigmi anteriori consente di discriminare le larve della 2ª e 3ª età, mentre la larva di prima età è metapneustica, cioè provvista di un solo paio di stigmi posteriori.
Lo stadio di pupa si svolge all'interno del pupario, una capsula ellittica formata dalla trasformazione dell'exuvia dell'ultima muta larvale. Il pupario è lungo 3,5-4,5 mm, di colore variabile dal bianco-crema al giallo-rossastro, quand'è asciutto. Il cambiamento di colore del pupario consente di stabilire l'età delle pupe.

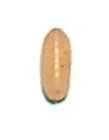
Pupario

Gli adulti sono lunghi 4–5 mm. In Italia si riconoscono facilmente dagli altri Tefritidi per la caratteristica piccola macchia scura all'apice dell'ala e per l'estensione della cellula anale (cellula cup), stretta e allungata.
L'adulto maschio presenta nell'ala un indurimento all'apice della cellula anale, il cui tratto ristretto è più lungo che nella femmina. Ai margini del III urite mostra i pettini.
L'adulto femmina ha il capo giallastro con due nette macchie circolari sotto le antenne a poca distanza dall'occhio composto; gli occhi sono verde-bluastri. Il torace può presentare macchiette variabili al posto delle tipiche fasce e linee. Il mesonoto è grigio-bluastro con tre linee nerastre longitudinali. Il callo omerale, le aree mesopleurali e metapleurali e il mesoscutello sono di colore avorio. Le ali sono ialine, con parte dello pterostigma e la macchietta apicale brunastre. L'addome è castano chiaro con macchiettatura variabile: tipicamente sono presenti coppie di macchie nerastre sugli urotergiti I-IV che però spesso si fondono in bande. L'ovopositore è ben visibile, invaginato in parte dell'VII urite che è sempre nerastro. La lunghezza è di 4–5 mm.
Nella varietà asiatica SILVESTRI tutto il corpo è giallastro e su di esso spiccano intensamente le fasce e le linee scure del mesonoto.

## Ciclo

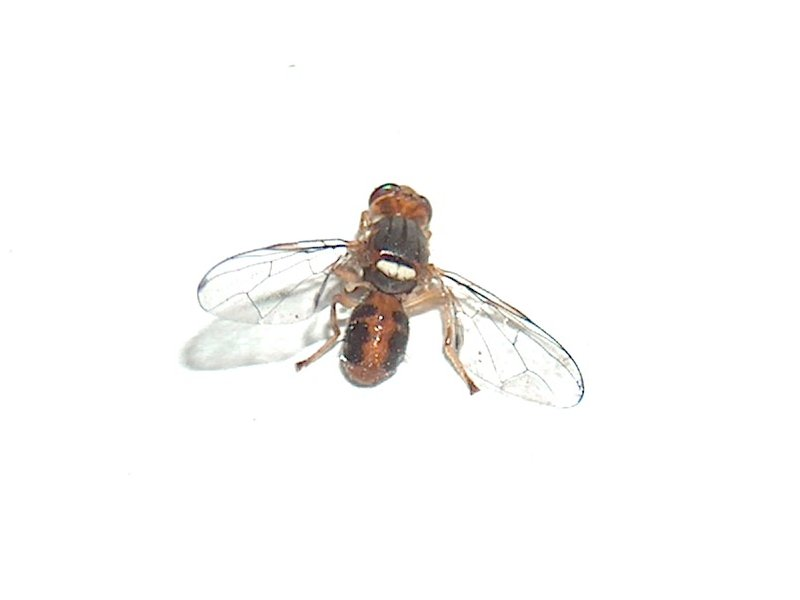
Adulto (maschio)

Le femmine depongono le uova a partire dall'estate inoltrata, quando l'oliva ha almeno un diametro di 7–8 mm. L'ovideposizione avviene praticando una puntura con l'ovopositore sulla buccia dell'oliva e lasciando un solo uovo nella cavità sottostante. La puntura ha una caratteristica forma triangolare dovuta ad un effetto ottico. Una puntura fresca ha un colore verde scuro, mentre le punture vecchie hanno un colore bruno-giallastro a seguito della cicatrizzazione della ferita.
La schiusura dell'uovo avviene dopo un periodo variabile secondo le condizioni climatiche: da 2-3 giorni nel periodo estivo ad una decina di giorni nel periodo autunnale. La larva neonata scava inizialmente una galleria superficiale, ma in seguito si sposta in profondità nella polpa fino ad arrivare al nocciolo, che in ogni modo non viene intaccato. Durante lo sviluppo larvale avvengono due mute con conseguente incremento delle dimensioni della larva.

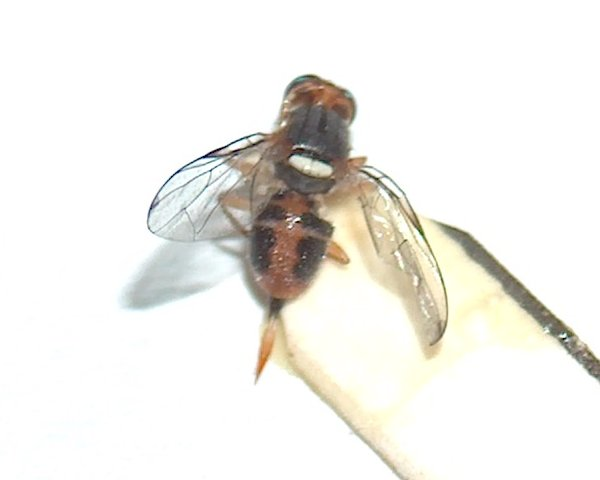
Adulto (femmina)

In prossimità della terza muta la larva di III età si sposta verso la superficie e prepara il foro di uscita per l'adulto rodendo la polpa fino a lasciare un sottilissimo strato superficiale. In questa fase l'oliva mostra chiaramente i sintomi dell'attacco perché si presenta più scura in corrispondenza della mina. Sulla superficie è bene evidente un'area circolare traslucida dovuta alla pellicola residua lasciata. La pupa resta quiescente nella cavità sottostante, protetta all'interno del pupario formato dall'esuvia della larva matura.
A maturità l'adulto rompe l'esuvia della pupa e fuoriesce dal pupario. Con una pressione rompe la pellicola superficiale lasciata dalla larva e sfarfalla lasciando il foro di uscita. Nel tardo autunno e in inverno il comportamento cambia: la larva matura fuoriesce dall'oliva e si lascia cadere nel terreno dove avviene l'impupamento.
Gli adulti sono glicifagi e si nutrono principalmente di melata. Essendo la loro dieta base povera di proteine, sono particolarmente attratti da materiali che emanano sostanze azotate volatili, come ad esempio gli escrementi degli uccelli, allo scopo d'integrare il fabbisogno proteico. Questo comportamento è importante perché può essere sfruttato nei programmi di lotta e di monitoraggio utilizzando come attrattivi le proteine idrolizzate e i sali d'ammonio.

## Esigenze ambientali

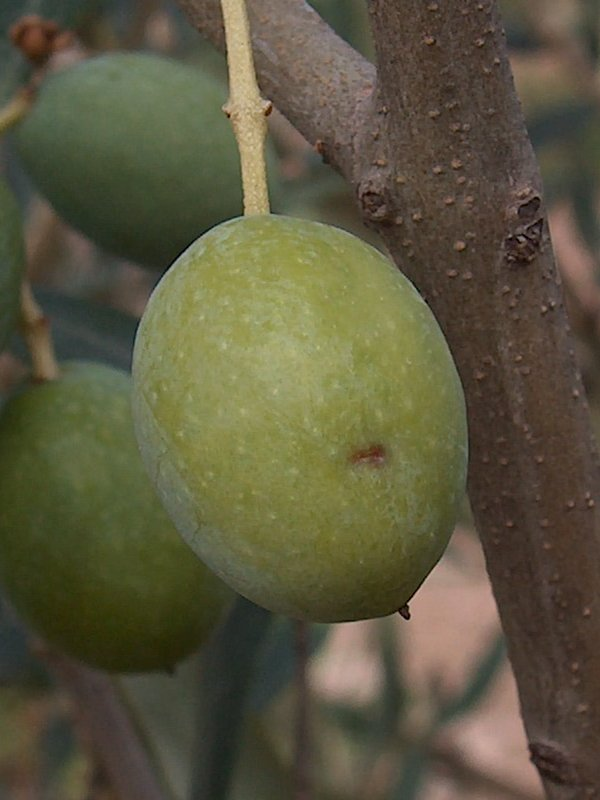
Puntura fresca da ovideposizione

Lo svolgimento del ciclo è strettamente legato alle condizioni ambientali, in particolare l'andamento climatico e le caratteristiche delle olive. La conoscenza di questi parametri, congiuntamente al monitoraggio della popolazione, è necessaria per attuare efficaci programmi di lotta integrata.
Il clima influenza il ciclo soprattutto con la temperatura e in misura minore l'umidità. La durata delle singole fasi biologiche è riassunta nella seguente tabella:
| Stadio | Estate             | Autunno-Inverno                |
| ------ | ------------------ | ------------------------------ |
| Uovo   | 2-3 giorni         | 10 giorni (autunno)            |
| Larva  | 10-13 giorni       | 20 giorni o più                |
| Pupa   | 10 giorni          | fino a 4 mesi (pupe svernanti) |
| Adulto | Anche diversi mesi | Anche diversi mesi             |

La durata della fase giovanile varia perciò da un minimo di circa 20 giorni ad un massimo di 5 mesi nella generazione svernante.
La temperatura ha un ruolo importante anche sulla vitalità e sui ritmi di riproduzione. Temperature superiori ai 30 °C provocano il riassorbimento dei follicoli ovarici riducendo la fecondità delle femmine: una femmina depone in media 2-4 uova al giorno in piena estate e 10-20 uova in autunno. Temperature persistenti sopra i 32 °C per diverse ore al giorno provocano anche mortalità superiori all'80% delle uova e delle larve di I età.
Le basse temperature hanno invece un'importanza decisamente limitata in quanto la vitalità è compromessa dalle temperature inferiori ai 0 °C. Date le condizioni climatiche ordinarie nell'areale di vegetazione dell'olivo si deduce che le basse temperature interferiscono sulla dinamica di popolazione solo nelle zone più settentrionali dell'areale dell'olivo e in inverni particolarmente rigidi.
In generale si può dire che sono ottimali le temperature comprese fra i 20 °C e i 30 °C sia per le ovideposizioni sia per lo sviluppo larvale, unitamente ad un decorso climatico umido.
Il secondo fattore ambientale di controllo è rappresentato dalle caratteristiche intrinseche delle olive e dalla fase fenologica della pianta. Le femmine ricevono stimoli sensoriali che denotano il grado di recettività dell'oliva, fenomeno che permette loro di scegliere le olive: prima dell'ovodeposizione la femmina "saggia" la dimensione, il colore e l'odore e, sembra, la presenza di determinate specie batteriche. Sono frequenti soprattutto in piena estate le punture sterili, provocate dalle femmine per saggiare la recettività dell'oliva. L'etologia della mosca è un aspetto al quale si sta rivolgendo una particolare attenzione negli ultimi anni per studiare metodi di lotta preventiva basati sull'impiego di prodotti repellenti (rame, caolino, farina di basalto, ecc.).
Lo sviluppo larvale è invece condizionato dalla consistenza della polpa e soprattutto dalle dimensioni della drupa. Nelle olive da mensa, infatti, la mortalità estiva è più contenuta in quanto la larva riesce a sfuggire agli effetti letali delle alte temperature migrando in profondità. La consistenza della polpa è invece un carattere intrinseco. Ne consegue che la suscettività agli attacchi della mosca ha rilevanti differenze secondo la cultivar.

## Dinamica di popolazione

Dinamica di popolazione

A differenza di altre specie, la successione delle generazioni di Bactrocera oleae non è marcatamente distinta per la scalarità delle ovideposizioni e la longevità degli adulti. Nell'arco di un anno si hanno in genere da 3 a 5 generazioni, ma in molte annate si può avere anche una sesta generazione, che si sviluppa in primavera sulle olive non raccolte rimaste sull'albero.
L'entità della popolazione varia nel corso dell'anno, ma si riscontrano due picchi: il primo in piena primavera, in corrispondenza degli sfarfallamenti degli adulti della generazione svernante, il secondo, più intenso, all'inizio dell'autunno quando le olive presentano il massimo grado di recettività, le temperature si abbassano leggermente e il clima diventa più piovoso. In Sardegna questi picchi di popolazione si verificano in genere nei mesi di aprile-maggio e di settembre-ottobre.

## Fattori di predisposizione
La predisposizione agli attacchi della mosca è legata a diversi fattori, sia intrinseci sia estrinseci. I principali sono di natura climatica (temperatura e piovosità), perciò possono esserci marcate differenze di anno in anno. Tuttavia non vanno trascurati altri fattori di natura genetica o agronomica.
In definitiva le condizioni ambientali favorevoli agli attacchi della mosca sono le seguenti:
- Regime termico moderato con temperature non superiori ai 32-34 °C.
- Clima umido.
- Cultivar precoci.
- Cultivar da mensa o a duplice attitudine.
- Coltivazione in regime irriguo.

In ragione di questi fattori, l'incidenza della mosca dell'olivo aumenta passando dalle regioni meridionali a quelle settentrionali e dalle regioni costiere a quelle più interne. Per quanto riguarda la stagione, in linea di massima le infestazioni estive sono generalmente contenute ad eccezione degli ambienti più freschi e delle cultivar più sensibili, mentre si hanno picchi d'infestazione a partire dal mese di settembre fino all'arrivo dei primi freddi, soprattutto con un decorso climatico piovoso.
Un altro fattore, apparentemente singolare, è il rapporto fra l'alternanza di produzione, fenomeno a cui l'olivo è particolarmente predisposto, e l'intensità degli attacchi: in genere gli attacchi sono più intensi nelle annate di scarica (bassa produzione) e più contenuti in quelle di carica (alta produzione). Le cause di questo comportamento sono in parte biologiche e in parte agronomiche.
Nelle annate di scarica che seguono una di carica è presente in genere una non trascurabile quantità di olive sulle piante residue dell'annata precedente, perciò si ha un picco di popolazione più elevato in corrispondenza degli sfarfallamenti primaverili e un potenziale riproduttivo più alto che si manifesta con attacchi più intensi e più precoci. Le olive attaccate cadono precocemente in autunno e questo provoca una maggiore incidenza della mortalità durante la fase svernante.
Nella successiva annata di carica la popolazione della prima generazione è alquanto contenuta e il potenziale riproduttivo modesto. Gli attacchi saranno pertanto più tardivi e diluiti su una produzione di maggiore entità.

## Danni

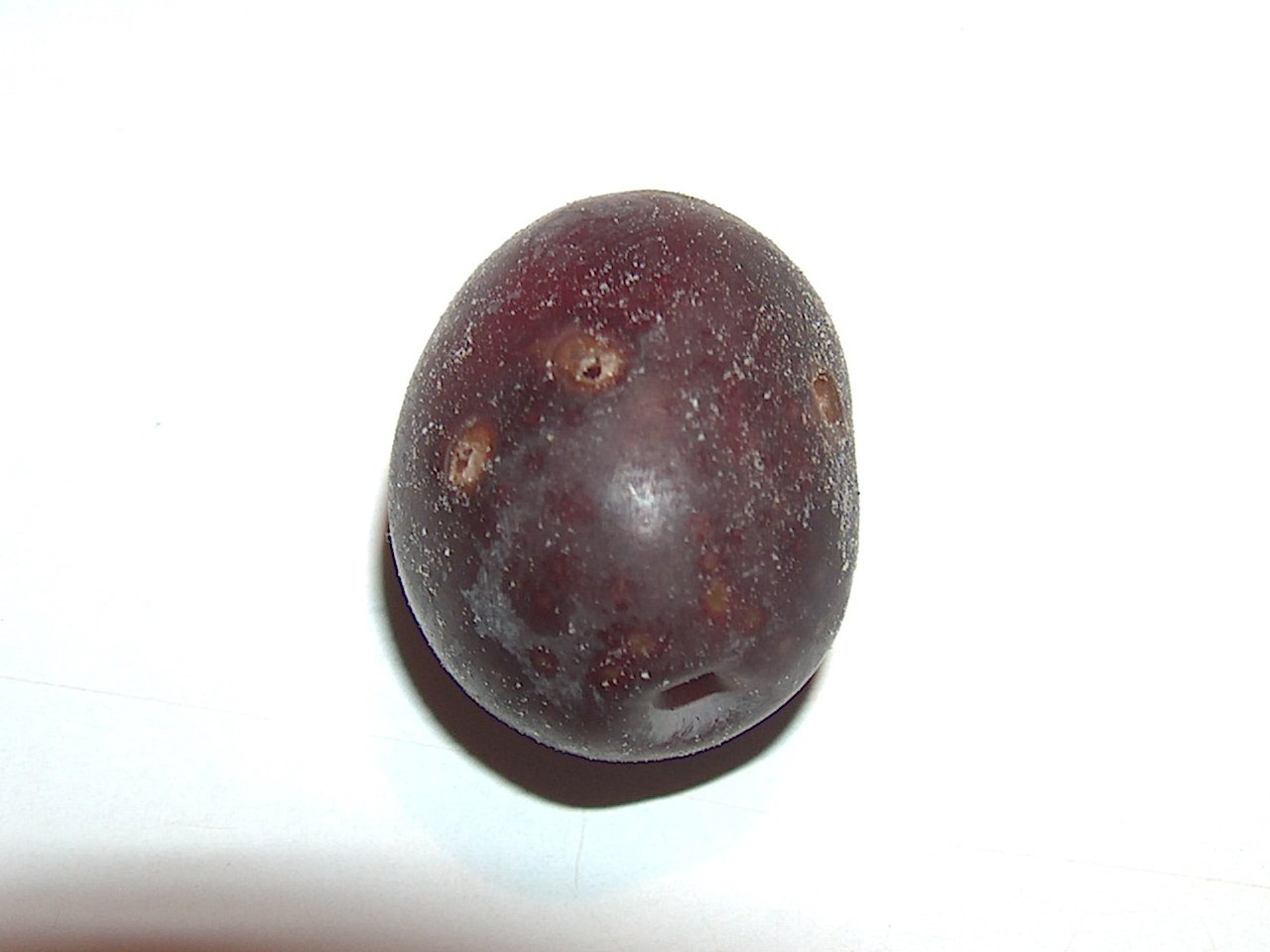
Fori di sfarfallamento

I danni causati dalla mosca dell'olivo sono congiuntamente di due tipi: quantitativo e qualitativo.
Sotto l'aspetto quantitativo il danno è causato dalle larve di II età e, soprattutto, di III età e consiste nella sottrazione di una parte considerevole della polpa con conseguente riduzione della resa in olio. Una parte della produzione si perde anche a causa della cascola precoce dei frutti attaccati. Nelle olive da olio le punture e le mine scavate dalle larve di I età non hanno riflessi significativi sulla resa. Nelle olive da mensa, invece, il danno si estende anche alle punture sterili in quanto deprezzano la materia prima fino a causarne lo scarto dalla linea di produzione.
Sotto l'aspetto qualitativo va considerato il sensibile peggioramento della qualità dell'olio estratto da olive con un'elevata percentuale di attacchi da larve di III età. L'olio ottenuto da olive bacate ha una spiccata acidità (espressa in acido oleico, dal 2% al 10% secondo la percentuale d'infestazione) e una minore conservabilità in quanto presenta un numero di perossidi più elevato. Dagli attacchi di mosca derivano secondariamente deprezzamenti qualitativi più o meno gravi dovuti all'insediamento di muffe attraverso i fori di sfarfallamento. Questo peggioramento qualitativo si evidenzia in modo notevole negli oli ottenuti da olive bacate raccolte da terra o stoccate per più giorni prima della molitura.

## Ausiliari antagonisti della mosca
Sono pochi gli antagonisti naturali della mosca dell'olivo, tuttavia possono svolgere un ruolo non trascurabile nel contenere le popolazioni in programmi di lotta biologica e integrata. Si è tuttavia constatato che questi fattori biologici, da soli, non riescono a contenere gli attacchi entro limiti economicamente sostenibili, in particolare a causa del differenziale riproduttivo fra mosca e antagonisti: questi riescono infatti a contenere gli attacchi della mosca quando la sua popolazione è contenuta, mentre sono poco efficaci in caso di forti infestazioni. I nemici della mosca che hanno un ruolo significativo sono per lo più parassitoidi.
- Hymenoptera Ichneumonoidea
  - Opius concolor (Braconidae). È un endoparassita di diversi Ditteri Tefritidi fra cui la B. oleae. Diffuso in natura nel continente africano, dopo la sua scoperta nel 1910 fu introdotto in molte altre regioni, tuttavia è di difficile acclimatazione nelle regioni italiane, ad eccezione, forse, della Sicilia. Si alleva utilizzando come ospite di sostituzione la larva della Ceratitis capitata (Mosca mediterranea della frutta).
- Hymenoptera Chalcidoidea
  - Pnigalio mediterraneus (Eulophidae). È uno dei più attivi ectoparassiti delle larve di B. oleae. Pur essendo polifago, le sue generazioni estive sono di norma associate alla mosca.
  - Eupelmus urozonus (Eupelmidae). È un altro ectoparassita polifago associato all'olivo e che compie 2-3 generazioni estive associate alla larva di B. oleae. In prossimità dell'autunno si sposta su un altro Tefritide associato all'Inula. Può essere allevato utilizzando come ospite di sostituzione la Mosca della frutta. Ha una spiccata attività anche come iperparassita ai danni di altri parassitoidi della mosca.
  - Eurytoma martellii (Eurytomidae). È un ectoparassita della larva di B. oleae, della cui biologia però non si hanno molte informazioni. In contesti locali può diventare l'antagonista più frequente della mosca.
  - Cyrtoptyx latipes (Pteromalidae). È un ectoparassita della larva di B. oleae. È un antagonista di minore importanza in quanto raro.
- Diptera
  - Lasioptera berlesiana (Cecidomyiidae). È un predatore oofago di diversi insetti, fra cui la B. oleae. Questa specie contribuisce in modo non trascurabile al contenimento delle prime infestazioni estive.

## Metodi di lotta

### Storici della lotta allamosca olearia
Uno dei primi autori che fornisce metodi per la distruzione della musca oleae è Giuseppe Maria Giovene (1792), nella sua opera Avviso per la distruzione dei vermi che attaccano la polpa delle olive. Successivamente se ne occupò anche Girolamo Caruso, che fu preside di facoltà a Pisa dal 1872 al 1917, autore di una celebre Monografia dell'olivo. Secondo l'uso ottocentesco (cap. XV paragrafo 14) chiama l'insetto Dacus olae (Fabr.), fornendo anche le altre denominazioni scientifiche proposte dai diversi autori e i nomi in vernacolo:
- Musca oleae (Rossi, Lin., Gmelin, Fabr., Petagna, Olivier)
- Tephritis olea (Latr., Risso)
- Chiron, keirun,  mouche de l'olive, ver de l'olive, nella Francia Meridionale
- Mosca dell'oliva, mosca olearia, verme dell'oliva, baco dell'oliva, pidocchina nelle varie regioni italiane.

Segue una accurata descrizione di tutti gli stadi del ciclo biologico, soffermandosi sulle larve e sui danni da loro provocati.
I rimedi suggeriti sono empirici. Tra gli indubbi meriti di Caruso vi è quello di aver suggerito agli agricoltori di una zona la lotta congiunta e coordinata.

### Lotta chimica
La lotta chimica alla mosca dell'olivo può essere attuata con trattamenti curativi contro le larve oppure con trattamenti preventivi contro gli adulti.
I trattamenti curativi si effettuano irrorando l'oliveto con insetticidi a base di Dimetoato (non più ammesso), Deltametrina, Phosmet, Acetamiprid. Il dimetoato è stato l'insetticida più usato per la sua efficacia e per il costo relativamente contenuto. Inoltre si ritiene che questo principio attivo sia preferibile ad altri perché lascerebbe pochi residui nell'olio di oliva in quanto, essendo idrosolubile, passerebbe nelle acque di vegetazione. Tuttavia il prodotto risulta pericoloso per la salute umana ed è stata quindi attuata la procedura di revoca delle autorizzazioni legislative relative all'impiego del dimetoato nell'anno 2020. Ad ora sono ammessi esclusivamente gli altri principi attivi che possono essere liposolubili, a differenza del dimetoato, ma che presentano una minore pericolosità per l'uomo e per l'ambiente. Fra i prodotti a basso impatto vanno citati quelli a base di azadiractina, un repellente naturale estratto dai frutti dell'albero di Neem. La sua efficacia nei confronti della mosca dell'olivo non è stata ancora sufficientemente accertata. Fra gli insetticidi biologici la letteratura cita anche il rotenone, tuttavia l'uso di questo principio attivo, poco selettivo, è sconsigliabile e in ogni modo deve essere autorizzato dagli organismi competenti dopo averne dimostrato l'effettiva necessità.
Il trattamento larvicida si effettua secondo i criteri della lotta a calendario, della lotta guidata e della lotta integrata.
Lotta a calendario. Si interviene generalmente con trattamenti preventivi periodici a partire dal periodo in cui compaiono in media le infestazioni (dalla piena estate nelle zone a maggiore incidenza o dal mese di settembre nelle zone a minore incidenza). Il trattamento viene ripetuto in media ogni 20 giorni (nel caso del dimetoato) o in base all'intervallo di carenza del principio attivo usato. L'aspetto negativo dei trattamenti a calendario è il rischio di effettuare trattamenti inutili.
Lotta guidata e lotta integrata. S'interviene solo al superamento di una soglia di intervento. Questa può essere stimata rilevando ogni settimana l'andamento della popolazione degli adulti con l'uso di trappole per monitoraggio oppure rilevando il numero di infestazioni attive (punture fertili e mine di larve di I e II età). Affinché sia affidabile, il primo sistema richiede un adeguato riscontro nella sperimentazione in quanto le soglie d'intervento variano secondo il tipo di trappola e secondo l'ambiente. Nella Sardegna settentrionale è stata valutata attendibile - per le cultivar da olio - una soglia d'intervento con la cattura settimanale di 10 adulti per trappola cromotropica in estate e 30 adulti per trappola in ottobre. Più affidabile è il campionamento delle olive per stimare l'entità dell'infestazione. In questo caso la soglia d'intervento consigliata è il 10-15% di infestazioni attive per le cultivar da olio e il 5% per le cultivar da mensa. Il campionamento si effettua settimanalmente prelevando casualmente su un'ampia superficie un'oliva per pianta ad altezza d'uomo. Dal prelievo si separa un campione di 100-200 olive sulle quali va rilevata solo la presenza di uova e di larve di I e II età vive e non parassitizzate. L'eventuale presenza di fori di sfarfallamento, di larve di III età e di pupe non va computata in quanto il danno è ormai verificato e il trattamento sarebbe inutile.
I trattamenti preventivi si effettuano irrorando l'oliveto con esche proteiche avvelenate. Il principio di questo intervento risiede nel fatto che gli adulti, essendo glicifagi, sono attirati da sostanze azotate necessarie per integrare la loro dieta povera di proteine. Le sostanze utilizzate come esche per le mosche sono proteine idrolizzate e avvelenate con un insetticida fosforganico (in genere il dimetoato). Il trattamento va effettuato irrorando solo una parte della chioma degli alberi, preferibilmente quella più alta ed esposta al sole. La soglia di intervento per i trattamenti adulticidi è piuttosto bassa (2-3 adulti per trappola a settimana). Sono disponibili in commercio anche esche proteiche pronte all'uso a base di Spinosad, una miscela di metaboliti di origine batterica dotati di azione insetticida, il cui impiego è autorizzato anche in agricoltura biologica.
I trattamenti preventivi con le esche hanno il vantaggio di richiedere minori costi e di avere un minore impatto ambientale; inoltre, intervenendo sugli adulti, prevengono le ovodeposizioni e bloccano le infestazioni sul nascere. In generale si applicano sul 50% delle piante limitatamente ad un'area della chioma, preferibilmente esposta a sud, del diametro di 50–60 cm, con impieghi limitati di acqua. Il problema principale sta nel fatto che non sempre si rivelano efficaci. In linea di massima i trattamenti con le esche proteiche sono efficaci sulle generazioni estive in zone a bassa incidenza, mentre in settembre-ottobre è in genere necessario ricorrere ai trattamenti larvicidi.
Fra gli interventi preventivi di recente acquisizione, compatibili con i principi di lotta biologica e integrata, va citato il trattamento con fungicidi rameici. È stato riscontrato che il rame, pur essendo un anticrittogamico, esercita un'azione repellente nei confronti della mosca, le cui femmine rivolgono preferibilmente la loro attenzione, per le ovideposizioni, verso le olive non trattate. Alla base di questa azione preventiva ci sarebbe l'effetto biocida del rame nei confronti di batteri simbionti delle larve, interferendo con la fisiologia dell'apparato digerente della larva. Questi batteri, che allo stato libero si trovano sulla superficie dei vegetali e su altri materiali, sono assunti dalle femmine adulte e trasmessi alla discendenza attraverso l'uovo. Questa popolazione batterica avrebbe un effetto d'attrazione preferenziale nei confronti delle mosche, da cui si spiegherebbe l'azione repellente. Un'azione repellente sarebbe svolta anche dal caolino e dalla farina di basalto alterando la percezione del colore delle drupe da parte delle femmine. Nel complesso questi accorgimenti non vanno interpretati come metodi risolutivi, anche sulla base delle informazioni sulla casistica, ancora limitata. Sono tuttavia interessanti perché compatibili con la lotta biologica e la lotta integrata, perciò possono svolgere un ruolo coadiuvante in una strategia di difesa integrata.

### Lotta biologica ed integrata

Formula di struttura del 1,7-dioxaspiro-5,5-undecano, componente principale del feromone sessuale della mosca

La lotta biologica, effettuata finora in ambito sperimentale con lanci di Opius concolor, per il momento offre solo risultati parziali e in ogni modo si rivela particolarmente onerosa a causa degli elevati costi. Recentemente sono state effettuate prove di controllo biologico con il Bacillus thuringiensis, ma anche in questo caso la lotta biologica ha mostrato una scarsa efficacia, principalmente a causa della difficoltà di raggiungere la larva in profondità.
Più efficace è l'adozione della lotta integrata in quanto sfrutta l'azione di controllo svolta in natura da parte degli agenti climatici (alte temperature estive) e degli antagonisti naturali. Eventualmente la lotta integrata può essere coadiuvata con lanci del parassitoide in tarda estate. I criteri principali da adottare per la lotta integrata sono i seguenti:
- Scelta di cultivar meno recettive.
- Anticipo della raccolta, in particolare per le cultivar recettive.
- Impiego di insetticidi a basso impatto ambientale. In particolare vanno esclusi gli insetticidi a largo spettro soprattutto se impiegati per trattamenti larvicidi in quanto sono nocivi per l'entomofauna utile.
- Trattamento chimico da effettuarsi solo al superamento della soglia di intervento.
- Trattamenti preventivi con esche proteiche avvelenate.
- Trattamenti preventivi a scopo repellente con prodotti rameici (poltiglia bordolese, idrossidi di rame, ossicloruri di rame).
- Rimozione di tutta la produzione per prevenire i focolai d'infestazione primaverili.
- Monitoraggio delle condizioni climatiche.
- Ricorso a metodi di lotta biotecnica.

### Lotta biotecnica

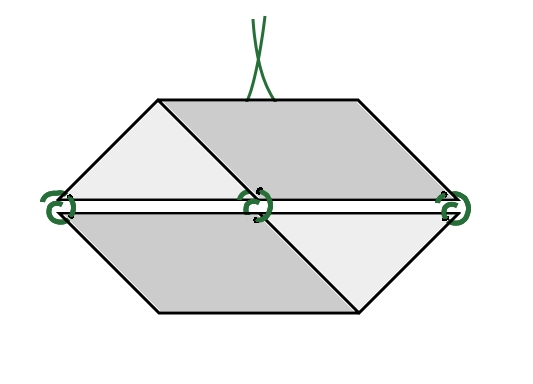
La trappola a capannina (o a pagoda) bidirezionale, innescata con feromone, è quella di norma proposta dall'industria per il monitoraggio della mosca

Attualmente la lotta biotecnica è praticata per lo più a livello sperimentale o in aziende pilota o come coadiuvante della lotta integrata con l'uso delle trappole che, secondo la funzione, si distinguono in due tipi:
- Trappole per monitoraggio (trap-test): sono impiegate per rilevare l'andamento della popolazione di adulti allo scopo di stimare la soglia di intervento. La loro densità dipende dal tipo di trappola e di attrattivo usato. Le trappole sono in materiale plastico cosparse di vischio entomologico.
- Trappole per cattura massale (mass trap): sono impiegate per catturare in massa gli adulti in modo da abbatterne la popolazione fino a livelli tali da mantenere le infestazioni sotto la soglia di intervento. La loro densità deve essere elevata (una trappola per pianta con attrattivi sessuali e/o alimentari).

La cattura massale o mass trapping ha dato finora risultati paragonabili a quelli della lotta chimica attuata con le esche proteiche e solo se attuata su vasta scala. Si presta perciò per programmi di lotta a livello comprensoriale, mentre offre risultati non eccellenti se attuata a livello aziendale, specie se su limitate estensioni. Negli anni settanta non essendo ancora scoperto il feromone della mosca, le prove di mass trapping sono state eseguite con trappole gialle, ma questa tecnica, richiedendo la collocazione di almeno 5 trappole per pianta, è stata scartata perché antieconomica e di forte impatto negativo sull'entomofauna utile.

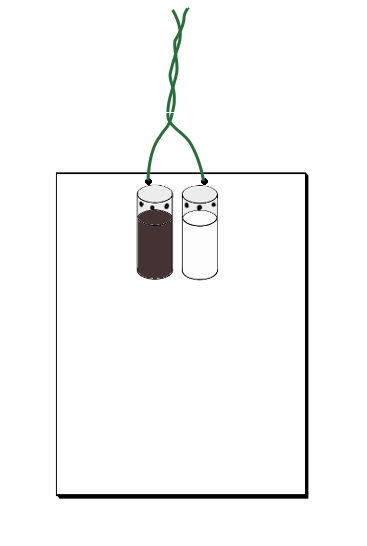
Trappola chemiotropica artigianale per monitoraggio, innescata con attrattivi alimentari: è costituita da un foglio in plexiglas o vetro resina (15x20 cm), trasparente o con colori neutri, innescato con proteina idrolizzata e un sale d'ammonio

Fino agli anni novanta le trappole che hanno offerto i migliori risultati erano di fattura artigianale, realizzate in legno impregnato con un insetticida concentrato dotato di forte potere abbattente e di lunga durata. Fra i vari insetticidi i migliori risultati si ottengono con il deltametrina. Con queste trappole, in Sardegna, sono state condotte prove di cattura massale per oltre un decennio su circa 130.000 piante, con risultati che sono paragonabili a quelli ottenuti con i trattamenti adulticidi impiegando le esche proteiche. Dalla fine degli anni novanta sono disponibili in commercio anche trappole preparate su scala industriale (Ecotrap) per il mass trapping della mosca dell'olivo. Le Ecotrap sono innescate con un doppio attrattivo, il feromone della mosca dell'olivo e il bicarbonato d'ammonio, con azione biocida svolta dal deltametrina. Nonostante la casistica limitata a pochi anni di prove, eseguite in alcune aree delle regioni mediterranee, i risultati sono giudicati positivi.
Gli attrattivi impiegati per le trappole sono di tre tipi:
- Colore. È l'attrattivo utilizzato nelle trappole cromotropiche. Gli adulti della mosca dell'olivo sono attratti dal colore giallo. Dal momento che il giallo è un colore non selettivo, queste trappole possono essere usate solo a scopo di monitoraggio.
- Feromone. Il feromone sintetico (1,7-dioxaspiro-5,5-undecano) è una riproduzione del componente principale del feromone sessuale naturale, emesso dalla femmina per attirare il maschio. Per la sua selettività è ideale per il mass trapping, tuttavia le trappole innescate con il solo feromone danno risultati non molto efficaci: il feromone della mosca dell'olivo è infatti molto volatile e dopo 3-4 settimane la capacità di richiamo si riduce sensibilmente. Fino agli anni novanta i dispositivi usati per l'erogazione si sono rivelati poco adatti per rilasciare gradualmente il feromone, perché era necessario sostituirli ogni 30-40 giorni.
- Attrattivi alimentari. Sono sostanze azotate volatili che attirano le mosche alla ricerca di integratori proteici della loro dieta. Come attrattivi alimentari possono essere utilizzate le proteine idrolizzate e i sali ammoniacali. Lo svantaggio di questi attrattivi è che il loro funzionamento è influenzato dalle condizioni atmosferiche (temperatura e umidità relativa). I migliori risultati si ottengono combinando una proteina idrolizzata con un sale ammoniacale nella stessa trappola, oppure combinando un attrattivo alimentare con il feromone.

Allo stato attuale le trappole cromotropiche sono quelle più affidabili per il monitoraggio: le soglie d'intervento calibrate su queste trappole sono state ampiamente collaudate, mentre è ancora incerta la valutazione della soglia con le trappole chemiotropiche. Queste ultime si prestano meglio, invece, per il mass trapping combinando 2 o 3 attrattivi, preferibilmente uno sessuale e uno alimentare.